# Каніщенко Леонід Олексійович
Леоні́д Олексі́йович Кані́щенко (5 січня 1929, м. Буринь, Україна — 2 травня 2023, м. Київ) — український вчений-економіст, педагог, громадський діяч. Кандидат економічних наук (1964), професор. Член Інженерної академії України (1990), академік Академії економічних наук (1991), академік Академії педагогічних наук (1992) та інших академій. Заслужений працівник освіти України.

## Життєпис
Леонід Олексійович Каніщенко народився 5 січня 1929 року в селі (нині місто) Бурині Сумської області (тоді УРСР).
Закінчив Київський університет (1954, нині національний університет).
Працював старшим викладачем Ждановського металургійного інституту (нині Приазовський державний технічний університет у м. Маріуполь Донецької області).
У 1959—1966 — доцент кафедри фізики Тернопільського медичного інституту (нині державний університет), очолював партійну організацію інституту.
У 1966—1970 — директор Тернопільського філіалу Київського інституту народного господарства, в 1971—1975 — ректор Тернопільського фінансово-економічного інституту (нині національний університет).
У 1975—1992 — у Міністерстві вищої і середньої спеціальної освіти Української РСР: начальник головного управління, перший заступник, виконувач обов'язків міністра.
У 1992 — академік-організатор АПНУ, від листопада того ж року — її віцепрезидент, академік-секретар відділення вищої освіти.
Пізніше — радник ректора ТАНГ, головний науковий співробітник Інституту вищої освіти АПНУ.

## Доробок
Автор понад 320 наукових праць, у тому числі 30 монографій, підручників і навчальних посібників із проблем економічної теорії.

## Визнання заслуг
21 жовтня 2016 року ім'я Леоніда Каніщенка рішенням Вченої ради університету присвоєно бібліотеці Тернопільського національного економічного університету.

## Нагороди
- Орден «Знак Пошани»,
- Орден «За заслуги» 3 ступеня (2004),
- «Орден князя Ярослава Мудрого» 5 ступеня (2006),
- медалі СРСР.